# Asashimo
Asashimo (jap. 朝霜 Asashimo) – japoński niszczyciel typu Yūgumo z okresu II wojny światowej. Zatopiony 7 kwietnia 1945 roku na pozycji 31°N 128°E/31,000000 128,000000 przez amerykańskie lotnictwo pokładowe podczas rajdu eskadry wiceadmirała Sei'ichi Itō w kierunku wyspy Okinawa.